# Léon Vérane
Léon Vérane (* 21. Dezember 1886 in Toulon; † 10. November 1954 in Solliès-Pont) war ein französischer Dichter.  

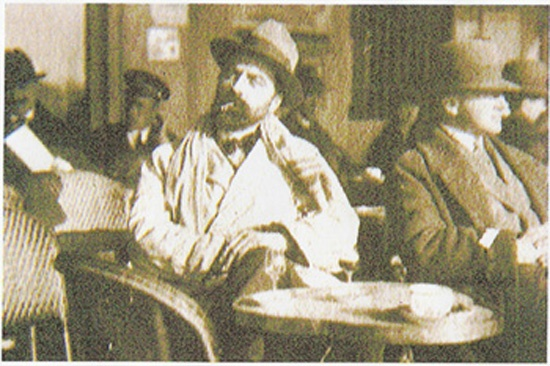
Léon Vérane

## Leben
Léon Vérane war ab 1904 Angestellter der Stadt Toulon und machte im Bürgermeisteramt Karriere. Zahlreiche Fahrten nach Paris erlaubten ihm den Kontakt zu dortigen Literaten, so zu Stuart Merrill (1863–1915), dessen Sekretär er war, und zu den Dichtern der École fantaisiste um Francis Carco und Tristan Derème. 1910 gründete er in Toulon die Literaturzeitschrift Les Facettes, die sich knapp 40 Jahre lang halten konnte. Seine Dichtung brachte ihm 1951 den Prix Auguste-Capdeville der Académie française ein.
In Toulon tragen eine Straße und eine Grünfläche (Square) seinen Namen.

## Werke (Auswahl)

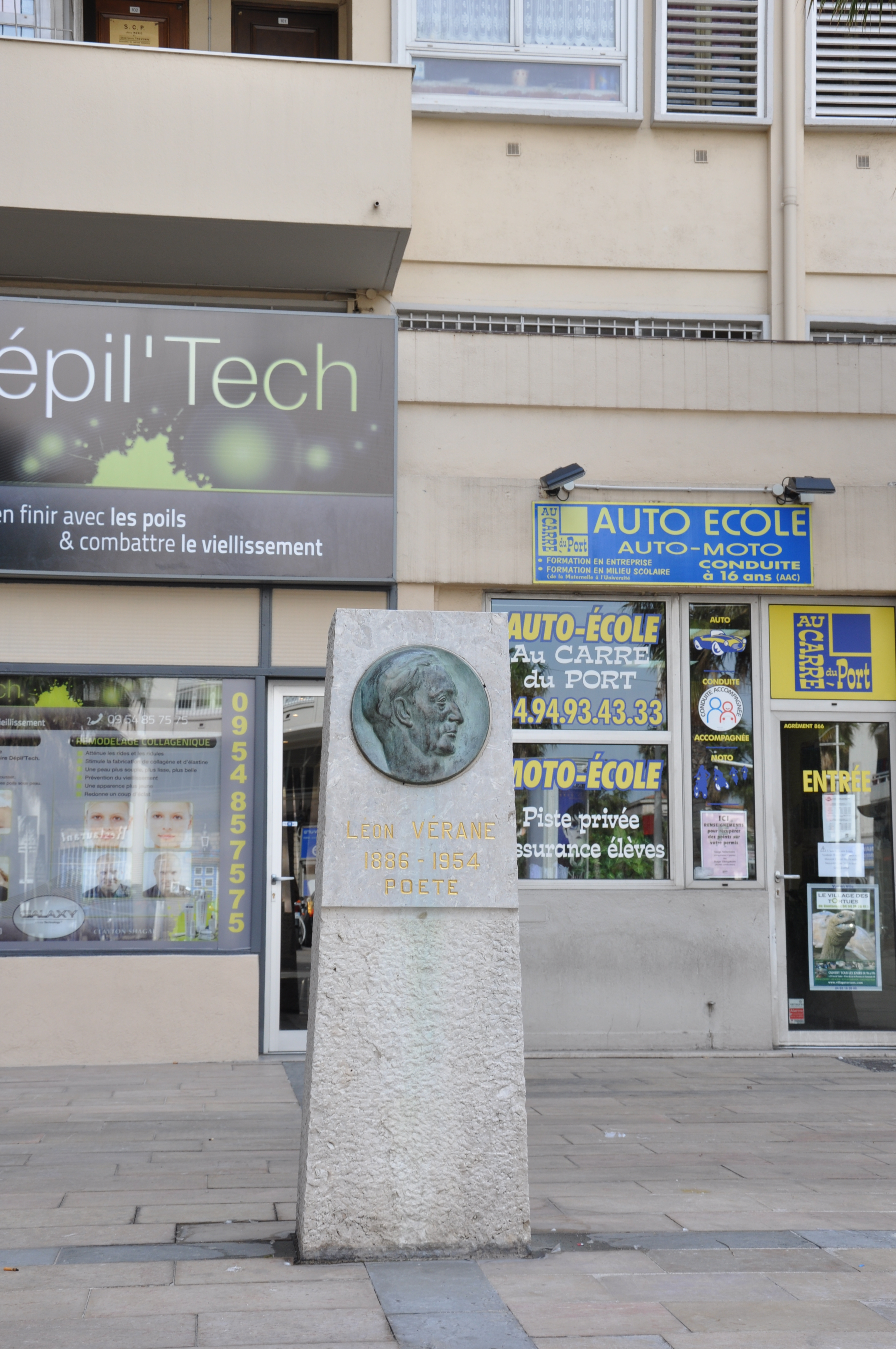
Stele in Toulon

- Humilis. Poète errant. Grasset, Paris 1929.
- (Hrsg.) Oeuvres poétiques de Saint-Amant. Garnier frères, Paris 1930.
- Toulon. Émile-Paul frères, Paris 1930. 1948. 2007.
- Le Livre des passe-temps. Poèmes. Émile-Paul frères, Paris 1930. (gesammelte Gedichte)
- (mit lieutenant de vaisseau Chassin) Le Chevalier Paul. La Renaissance du livre, Paris 1931.
- Les Étoiles noires. Poèmes. Les Facettes, Toulon 1933.
- La fête s'éloigne. Ariane, Paris 1945. (Vorwort von Léo Larguier)
- Complaintes pour les mauvais garçons. Choix de poèmes. P. Seghers, Paris 1961. (Vorwort von Philippe Chabaneix)
- Les étoiles et les roses. Poèmes choisis. La Maison de poésie, Paris 1996. (Vorwort von Robert Houdelot, 1912–1997)